# Карта, Фабио
Фабио Карта (итал. Fabio Carta, род. 6 октября 1977, Турин, Италия) — итальянский шорт-трекист, серебряный призёр Олимпийских игр 2002 года, чемпион мира 1999 года, многократный призёр чемпионатов мира, 26-кратный чемпион Европы в том числе 7-кратный в общем зачёте. Участник  Олимпийских игр 1998 и 2006 годов.

## Спортивная карьера
Фабио Карта родился в Турине в семье спортивных энтузиастов. Он начал кататься на коньках в раннем возрасте при поддержке своей мамы Анны Фиссоре, которая занимала важную роль в Пьемонте для развития шорт-трека и ледового спорта в целом. Она также основала и возглавляла долго спортивный клуб "Ice Team Torino", способствовала росту шорт-трека и кёрлинга. Его отец работал в этом клубе с малышами.
Фабио в 1994 году впервые принимал участие в юниорском чемпионате мира в Сеуле, где завоевал бронзовую медаль на дистанции 500 м и занял в многоборье 7-е место, а на следующий год занял 6-е место в общем зачёте   в Калгари. В 1996 году в составе мужской команды выиграл бронзовую медаль на командном чемпионате мира в Лейк-Плэсиде.
Свою первую золотую медаль Карта выиграл на чемпионате Европы в Мальмё 1997 года в беге на 1000 м, кроме того выиграл золото в общем зачёте многоборья. В марте того года на чемпионате мира в Нагое помог команде выиграть бронзу в эстафете. В 1998 году дебютировал на зимних Олимпийских играх в Нагано, где занял 6-е место на дистанции 1000 м и 11-е на 500 м, а также в эстафете с партнёрами остались на 4-м месте.
Карта до 2000 года был непобедим на европейском уровне, выиграв 4 титула абсолютного чемпиона Европы с 1997 по 2000 года. При этом на чемпионате мира он также имел большие успехи. В 1999 году на чемпионате мира в Софии выиграл свою первую и единственную золотую медаль на дистанции 1500 м и стал бронзовым призёром в многоборье. Он также был серебряным призёром в 1998 году и бронзовым в 2002 году в абсолютном зачёте мировых первенств. 
Фабио стартовал на Кубке мира в сезоне 1998/99 годов и сразу выиграл серебро в беге на 1000 м и в абсолютном зачёте по итогам сезона и золото в беге на 500 м. Его успехи не заканчивались на этом. В 2002 году на чемпионате Европы в  Гренобле он выиграл четыре золотых медали, в том числе в многоборье и эстафете. В феврале на зимних Олимпийских играх в Солт-Лейк-Сити Карта вместе с командой завоевал серебро в эстафете и занял 4-е место в беге на 1500 м.
Через год он в шестой раз выиграл звание абсолютного чемпиона Европы в Санкт-Петербурге, взяв вновь четыре медали золотого достоинства. На следующий год поднялся на 2-е место в многоборье на чемпионате Европы в Зутермере, но без золота в беге на 1000 м и в эстафете не остался. Его последняя золотая медаль в общем зачёте состоялась в 2005 году на чемпионате Европы в Турине.
В январе 2006 года Карта вновь выиграл серебряную медаль в абсолютном зачёте в Польше на  чемпионате Европы в Крынице-Здруй, завоевав на дистанции 1000 м и в эстафете золотые награды. На зимних Олимпийских играх в Турине он вновь с командой занял 4-е место в эстафете, а на дистанциях 1500 м и 1000 м занял соответственно 7-е и 8-е места. 
В марте 2007 года он участвовал на командном чемпионате мира в Будапеште и завоевал очередную 5-ю бронзовую медаль этого первенства. Последнюю медаль он выиграл на чемпионате Европы в  Вентспилсе. Там Карта выиграл золото в мужской эстафете. А в марте на командном чемпионате мира в Харбине занял 6-е место с партнёрами. В том же году он объявил о завершении карьеры.

## Награды
- 2002 год - Награжден офицером ордена "За заслуги перед Итальянской Республикой "

## Личная жизнь
Фабио Карта в возрасте 31 года после завершения карьеры в спорте выбрал профессию полицейского в Новаре. Его старший брат-Давид Карта (Davide Carta), конькобежец на длинной дорожке, участник олимпийских игр Лиллехаммера (1994), Нагано (1998) и Солт-Лейк-Сити (2002). Его мама Анна Фиссоре умерла в феврале 2022 года в возрасте 72-х лет.